# Sernadelo
Sernadelo é uma aldeia portuguesa pertencente à Freguesia de Mealhada, Ventosa do Bairro e Antes, do Município da Mealhada, região da Bairrada, do Distrito de Aveiro. Fica situada a cerca de 20 km a norte de Coimbra e a 40 km ao sul de Aveiro.